# Tim Inglis
Timothy James Inglis (* 10. März 1964 in Toledo, Ohio) ist ein ehemaliger US-amerikanischer American-Football-Spieler. Er spielte zwei Saisons auf der Position des Linebackers für die Cincinnati Bengals in der National Football League (NFL).

## Karriere
Inglis spielte von 1983 bis 1986 College Football an der University of Toledo für die Toledo Rockets. Er spielte während dieser Zeit in allen 45 Spielen der Rockets. Er konnte in den vier Jahren sechs Interceptions fangen und eine davon für einen Touchdown zurücktragen.
Am 30. Oktober 1987 wurde Inglis von den Cincinnati Bengals verpflichtet. Am 29. August 1988 wurde er entlassen. Nur wenige Tage danach wurde Inglis wiederverpflichtet. Am 24. September 1988 platzierten die Bengals Inglis auf der Injured Reserve List. Um ihn wieder in den aktive Kader zu befördern, ohne einen der zwei erlaubten umgruppierungen zu nutzen, entließen sie ihn im Oktober erneut und verpflichteten ihn anschließend für den aktiven Kader. Am 10. Februar 1989 wurde er von den Green Bay Packers verpflichtet. Am 29. August 1989 wurde er jedoch bereits wieder entlassen.